# Sulfolobus
Sulfolobus – rodzaj archeonów z rodziny Sulfolobaceae. Gatunkiem typowym rodzaju jest Sulfolobus acidocaldarius Brock et al. 1972. 
Gatunki należące do tego rodzaju służą jako organizmy modelowe do badań nad mechanizmami molekularnymi replikacji DNA.